# Schladerlmühle
Schladerlmühle war ein Ortsteil der Gemeinde Treffelstein im Oberpfälzer Landkreis Cham in Bayern.

## Geographische Lage
Die Einöde Schladerlmühle lag etwa einen Kilometer östlich von Treffelstein südlich der Staatsstraße 2154 bei der Mündung des Braunmühlbachs in den Biberbach.

## Geschichte
1837 war die Schladerlmühle im Diözesanmatrikel mit einem Haus und 6 Einwohnern aufgeführt.
Sie kam am 1. Oktober 1840 vom Landgerichtsbezirk Neunburg vorm Wald zum königlichen Landgericht Waldmünchen.
1863 war die Schladerlmühle im Diözesanmatrikel mit einem Haus und 6 Einwohnern als zu Treffelstein gehörig aufgeführt.
Zum Stichtag 23. März 1913 (Osterfest) wurde Schladerlmühle als Teil der Expositur Treffelstein mit einem Haus und 7 Einwohnern aufgeführt.
1945, kurz vor dem Einmarsch der Amerikaner, wurde an der Brücke bei Schladerlmühle eine Straßensperre aus Baumstämmen errichtet, um den Vormarsch der Amerikaner zu behindern.
Obwohl auf Beseitigung dieser Anlage die Todesstrafe stand, bauten die Bewohner von Edlmühl und Schladerlmühle diese Sperre immer wieder ab, um eine kampflose Übergabe von Treffelstein zu ermöglichen und den Beschuss des Ortes durch die Amerikaner zu verhindern.
Die beiden Volkssturm-Wachtposten, die an der Sperre aufgestellt waren, versteckten sich, um dem „dienstlichen Befehl zum Schießen“ auszukommen.
Auch sie riskierten damit ihr Leben, da bis zuletzt die SS kontrollierte und pflichtvergessene Wachtposten erschoss.
Am 31. Dezember 1990 wird Schladerlmühle als unbewohnt und in Treffelstein aufgegangen bezeichnet.
In den 1980er Jahren wurde die Schladerlmühle abgerissen. Heute (2013) erinnert nichts mehr an die Existenz dieser Mühle. Die frühere Straße wurde wegen der Hochwassergefahr etwas höher vom Braunmühlbach wegverlegt. Die neuen Häuser, die an dieser Straße gebaut wurden, werden zu Edlmühl gezählt.